# Le Monocle rit jaune
Série Le Monocle
L'Œil du Monocle
(1962)
Pour plus de détails, voir Fiche technique et Distribution.
Le Monocle rit jaune est une comédie d'espionnage italo-française réalisée par Georges Lautner, sortie en 1964. Troisième volet de la trilogie du Monocle, après les longs-métrages Le Monocle noir et L'Œil du Monocle

## Synopsis
Le commandant Dromard alias « le Monocle » est chargé par les services secrets français d'enquêter sur des attentats qui visent le personnel et les installations de la recherche atomique mondiale. Chef de Dromard, le Colonel lui désigne deux suspects; un homme, un certain Bergourian et une femme. Accompagné du sergent Poussin, l'enquêteur surveille un suspect en prenant le bateau vers Hong Kong. Bergourian est assassiné dès sa descente du bateau. La femme ne semble pas étrangère à cet assassinat.
Frédéric de Lapérouse, attaché au consulat, les loge chez un ancien légionnaire, Elie Meyeritsky. Dromard découvre que les attentats sont le fait d'une secte voulant lutter contre le péril atomique par la violence, dont la prochaine cible serait un porte-avions atomique américain qui doit faire escale en rade de Hong Kong. Ils finissent par démasquer le maître de la secte, le banquier Oscar Hui et à l'éliminer, après de nombreuses péripéties et divers combats au pistolet, arme que le Monocle utilise d'une façon plutôt burlesque.

Acteurs principaux
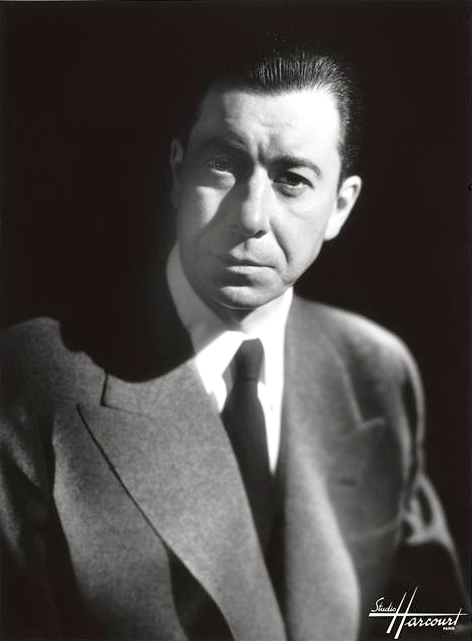
Paul Meurisse (commandant Dromard)
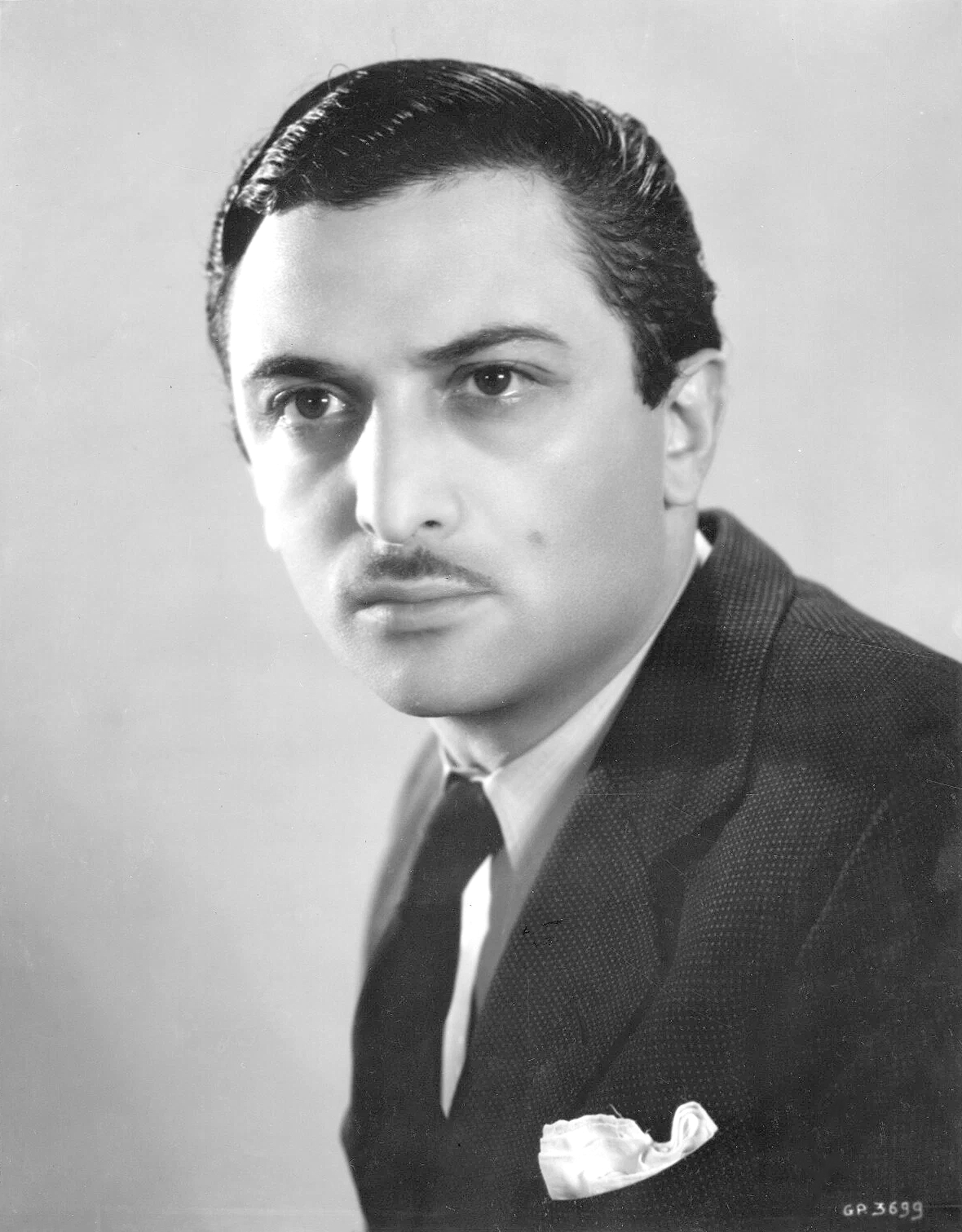
Marcel Dalio (Elie Mayerfitsky)
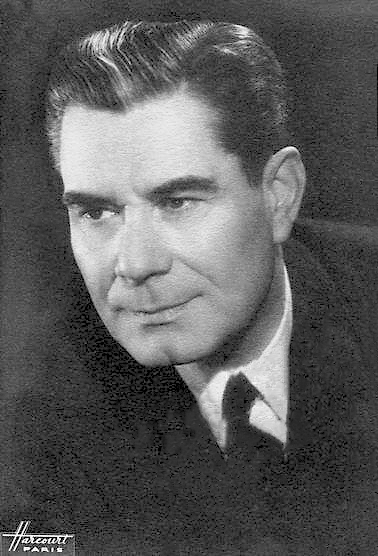
Henri Nassiet (le Colonel)
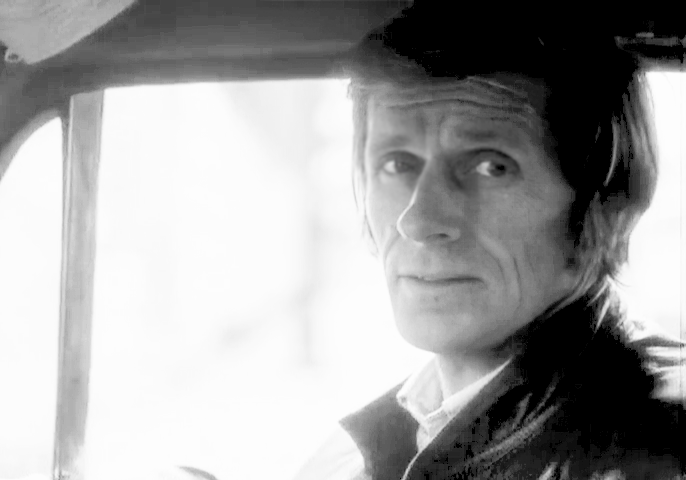
Edward Meeks (major Sydney)
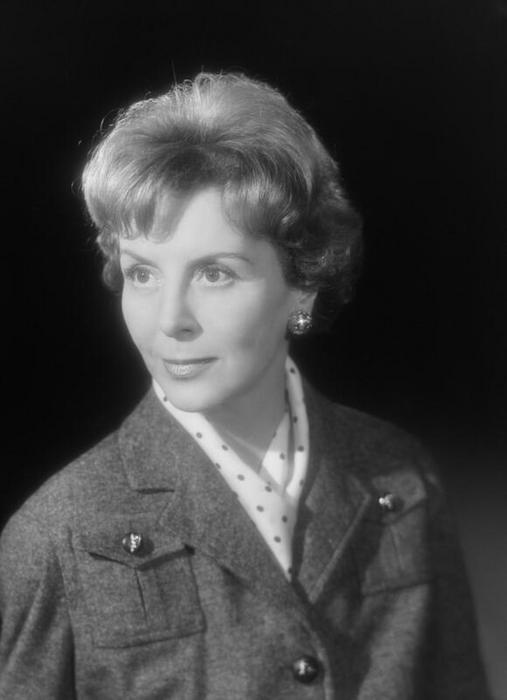
Renée Saint-Cyr (madame Hui)
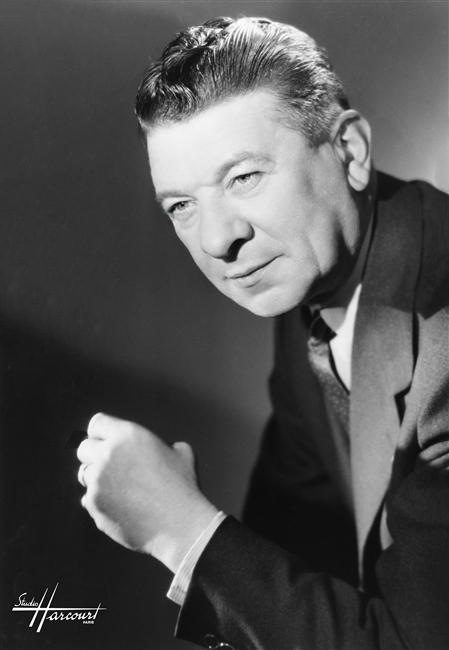
Robert Dalban (sergent Poussin)
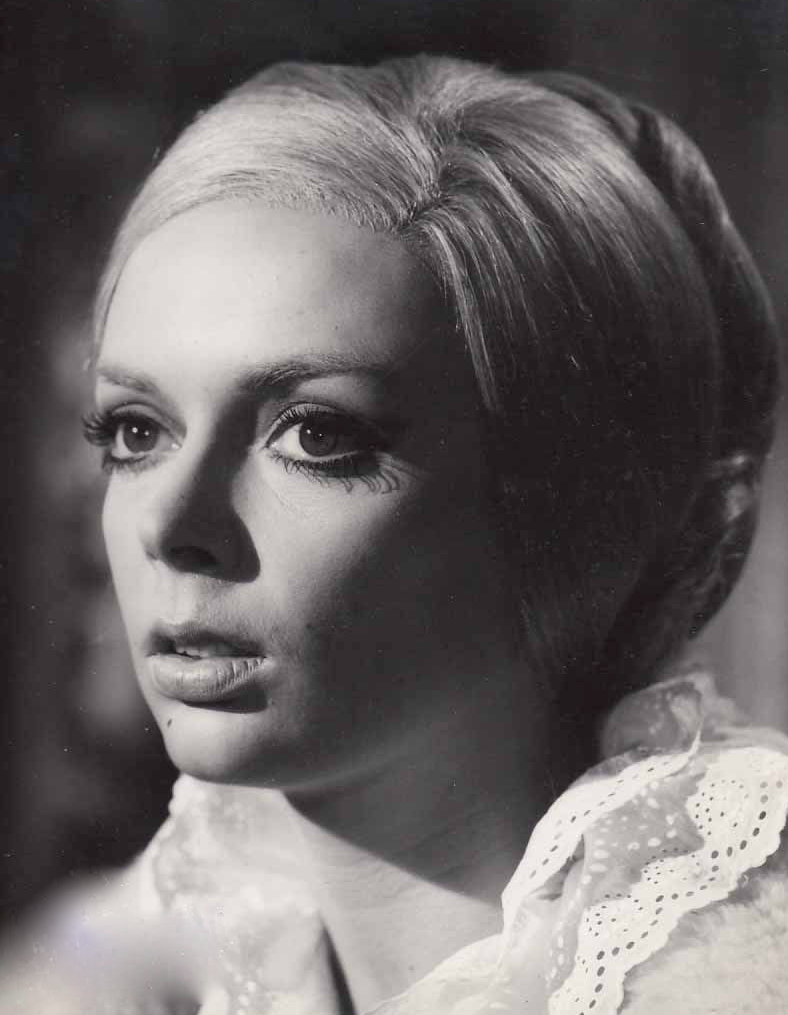
Barbara Steele (Valérie)
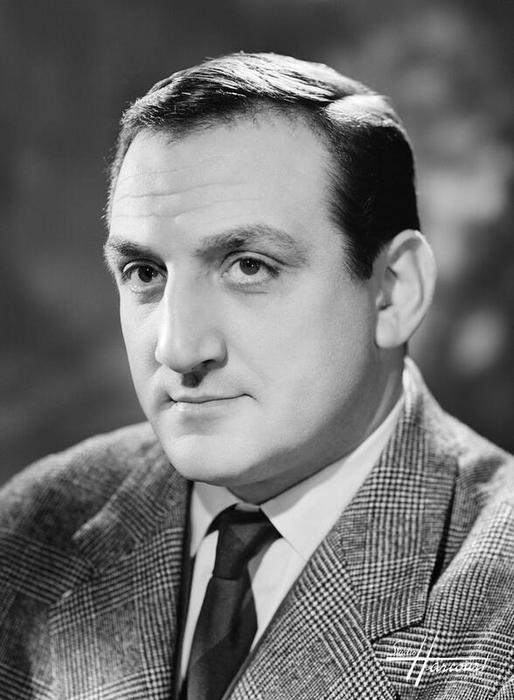
Lino Ventura (Fernand Naudin)

## Fiche technique
- Titre original français : Le Monocle rit jaune
- Titre italien : L'ispettore spara a vista
- Réalisation : Georges Lautner
- Scénario : Albert Kantoff, Jacques Robert et Colonel Rémy
- Adaptation : Jacques Robert et Georges Lautner
- Dialogues : Albert Kantoff, Georges Lautner et Jacques Robert
- Photographie : Maurice Fellous
- Décors : Robert Bouladoux
- Son : Louis Hochet
- Montage : Michelle David
- Production : Paul Joly
- Sociétés de production : France : Les Films Marceau-Cocinor, Italie : Laetitia Film
- Musique : Michel Magne
- Pays de production :  France -  Italie
- Langue : Français
- Format : Noir et blanc - 35 mm - 1,66:1 -  Son Mono
- Genre : Comédie noire et espionnage
- Durée : 100 minutes
- Dates de sortie : 
  - France : 16 septembre 1964
  - Italie : 24 avril 1965

## Distribution
- Paul Meurisse : Le commandant Théobald Dromard dit le Monocle
- Marcel Dalio : Elie Mayerfitsky
- Olivier Despax : Frédéric de la Pérouse
- Edward Meeks : Major Edward Sidney
- Henri Nassiet : le Colonel
- Pierre Richard : Bergourian
- Michel Duplaix : L'assistant du Colonel
- Renée Saint-Cyr : Madame Hui
- Holley Wong (doublé par : Georges Aminel) : Oscar Hui
- Robert Dalban : Sergent Poussin
- Barbara Steele : Valérie
- Lino Ventura : Fernand Naudin, le client « un peu spécial »

## Autour du film
- Georges Lautner se déclara particulièrement choqué par l'attitude méprisante que Paul Meurisse afficha à l'égard de sa partenaire Barbara Steele tout le long du tournage. L'acteur avait manifestement mal apprécié que la partie italienne de la production l'oblige à partager l'affiche avec une comédienne spécialisée dans le cinéma d'épouvante. Pour cette raison, Lautner se jura par la suite de ne jamais plus retravailler avec lui.
- Marcel Dalio, qui dans ce film joue le rôle d'un Juif qui chante J'irai revoir ma Normandie, fera une prestation comparable dans Les Aventures de Rabbi Jacob, où, tenant le rôle-titre, il chante aussi J'irai revoir ma Normandie dans le taxi qui l'amène à l'aéroport de New York.
- On remarquera aussi que contrairement à une idée répandue, l'acteur Pierre Richard qui joue le rôle ultra-bref de Bergourian n'est pas du tout le célèbre comédien Pierre Richard [1]. Il s'agit d'un homonyme.
- Lino Ventura fait une courte apparition clin d'œil (caméo), tout comme Paul Meurisse en fit une à la fin des Tontons Flingueurs.
- Michel Duplaix joue ici le rôle d'assistant du colonel, alors que dans l'opus précédent, L'Œil du Monocle, il était à la solde des services secrets britanniques et se faisait tuer (à 1 h 08 min) lors de la fusillade du restaurant.
- A 33 min 09, Poussin réplique : « Voir Venise et mourir. » L'expression originelle est : « Voir Naples et mourir », qui fut citée par Goethe, en allemand et en italien, au XVIIIe siècle, dans Le Voyage en Italie, récit d’un voyage qu’il fit dans ce pays de 1786 à 1787. L’expression signifie que cette ville est d’une telle beauté qu’une fois qu’on l’a vue, le reste n’a plus aucune importance et qu'on peut mourir en paix .
- A 1 h 00 min 00 s, installé à l'arrière d'une jonque avec l'actrice Barbara Steele, Paul Meurisse, l'air taquin, feuillette le numéro 3 en date de février 1964 du magazine Lui[2], avec Brigitte Bardot en couverture.
- A 1 h 07 min 20 s, la chorégraphie des bandits chinois et la musique qui l'accompagne rappellent la séquence 'The Rumble' (littéralement : la bagarre), qui figure dans le film West Side Story.
- L'actrice Renée Saint-Cyr était la propre mère du réalisateur Georges Lautner. Dans ce film, il lui offre le premier d'une série de onze rôles pour lui permettre de poursuivre sa carrière, qui commençait à s'essouffler. Après ce petit rôle dans Le Monocle rit jaune, elle ne jouera pratiquement plus que dans des films de son fils, jusqu'à la fin de sa carrière d'actrice en 1992.

## À voir
- Le Monocle rit jaune : collection de René Chateau - les années cinquante